# Federales de Chiriquí
Los Federales de Chiriquí son un equipo de béisbol de Panamá que juega en la Liga Profesional de Béisbol de Panamá.

## Historia
Fue fundado en el año 2019 en la ciudad de David, Chiriquí, logrando el subcampeonato nacional en la temporada 2019/20 la cual fue cancelada por la pandemia de COVID-19 y con ello su primera aparición en la Serie del Caribe 2021, donde fue eliminado en las semifinales por las Águilas Cibaeñas de República Dominicana.
En la temporada de 2022/23 es campeón nacional por primera vez en su historia y con ello clasifica a la Serie del Caribe 2023.
En la temporada de 2023/24 es campeón nacional por segunda vez en su historia y clasifica a la Serie del Caribe 2024. los Federales de Chiriquí lideraron la Serie del Caribe 2024 tras vencer a Nicaragua y la caída de los Tiburones de La Guaira de Venezuela. Sin embargo, los Tiburones de La Guaira clasificaron a la ronda semifinal con un marcador de 4-5. Finalmente, los Federales de Chiriquí se quedaron con el tercer puesto de la Serie del Caribe. 

## Títulos
- Liga Profesional de Béisbol de Panamá

2022/23, 2023/24.

## Torneos internacionales

### Serie del Caribe 2024 (Miami, EEUU)
| Fecha                | Hora  | Visita                | Resultado | Local                    | Estadio                  |
| -------------------- | ----- | --------------------- | --------- | ------------------------ | ------------------------ |
| 31 de enero de 2021  | 10:30 | Federales de Chiriquí | 6–3       | Caribes de Anzoátegui    | Estadio Teodoro Mariscal |
| 1 de febrero de 2021 | 11:00 | Federales de Chiriquí | 9–5       | Caimanes de Barranquilla | Estadio Teodoro Mariscal |
| 2 de febrero de 2021 | 15:00 | Águilas Cibaeñas      | 11–6      | Federales de Chiriquí    | Estadio Teodoro Mariscal |
| 3 de febrero de 2021 | 20:00 | Tomateros de Culiacán | 6–3       | Federales de Chiriquí    | Estadio Teodoro Mariscal |
| 4 de febrero de 2021 | 11:00 | Federales de Chiriquí | 8–9       | Criollos de Caguas       | Estadio Teodoro Mariscal |
| 5 de febrero de 2021 | 11:00 | Federales de Chiriquí | 3–4       | Águilas Cibaeñas         | Estadio Teodoro Mariscal |